# John Steinbeck
John Ernst Steinbeck [Stajnbek] (27. února 1902, Salinas, Kalifornie – 20. prosince 1968, New York), byl americký spisovatel, představitel moderního amerického románu. Je nositelem Pulitzerovy ceny za román Hrozny hněvu (1940). V roce 1962 mu byla udělena Nobelova cena za literaturu za realistické a nápadité prózy, které kombinují sympatický humor a pronikavé společenské vnímání. Patří mezi klasiky světové literatury, jeho díla byla přeložena do více než 45 jazyků.

## Život

### Mládí a literární začátky

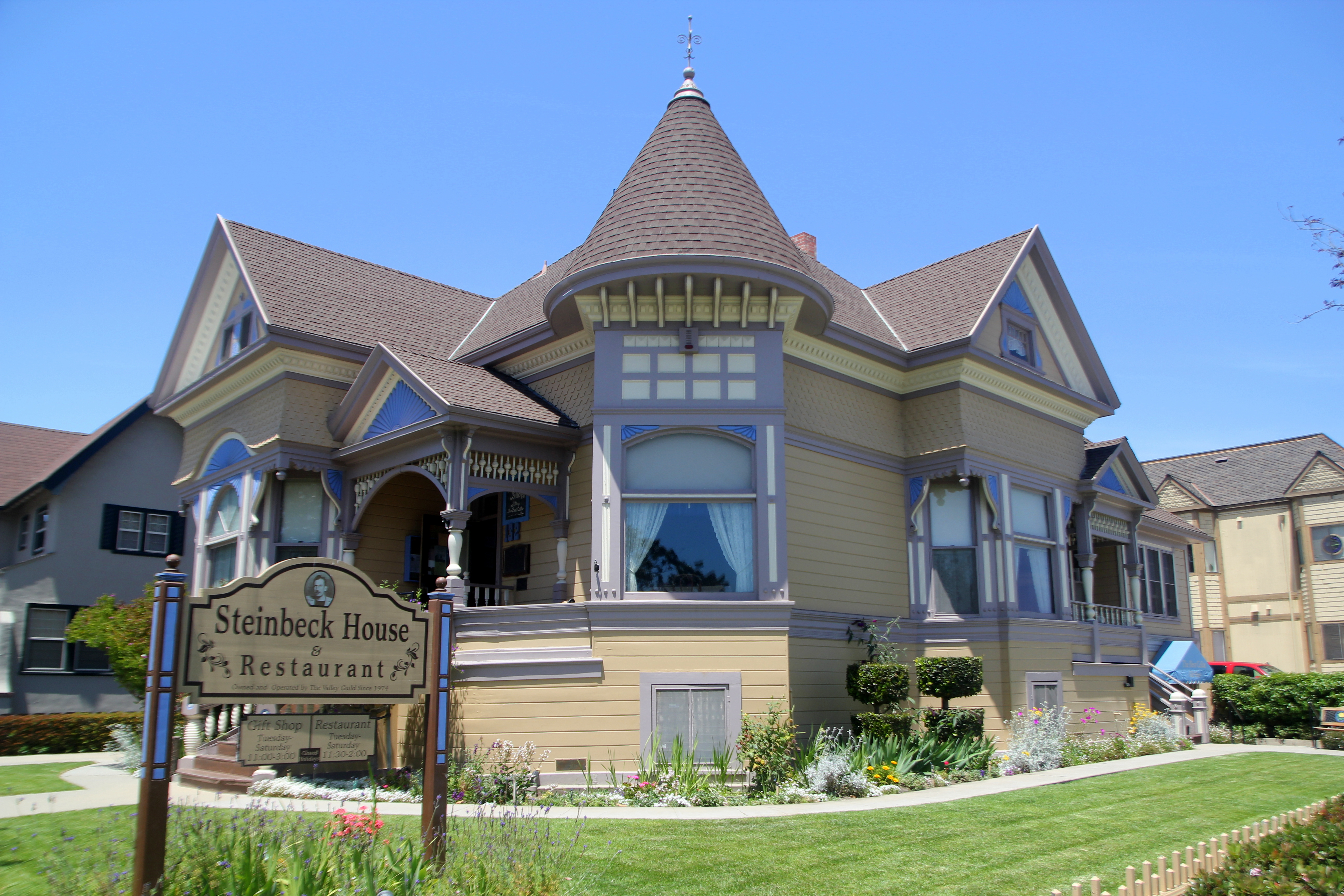
dům v Salinas, kde Steinbeck prožil dětství

John Steinbeck se narodil 27. února 1902 v Salinas v Kalifornii. Jeho otec John Ernst Steinbeck (1862–1934), který pracoval jako správce mlýna a později pokladník okresu Monterey, pocházel z rodiny německých přistěhovalců. Jeho dědeček si po emigraci do Spojených států změnil původní příjmení Großsteinbeck na Steinbeck. Matka Olive, rozená Hemiltonová (1867–1934) měla irské předky, bývala učitelkou a svému synovi vštípila zálibu ve čtení a psaní i zájem o sociální problematiku. Steinbeckovi měli dcery Olive Esther (1892–1986), Elisabeth Ann (1894–1992), jediného syna Johna Ernsta a nejmladší dceru Mary Elisabeth (1905–1965).
John Steinbeck absolvoval střední školu v Salinas a v letech 1919–1925 studoval na Stanfordově univerzitě historii, anglickou literaturu a biologii. Navštěvoval kurzy kreativního psaní a začal psát a publikovat první povídky. Už od čtrnácti let chtěl být spisovatelem. O prázdninách pracoval na okolních rančích a farmách, kde se poznával život migrujících dělníků, česáčů vína a ovoce, pěstitelů cukrové řepy. Toulal se v okolí Monterey a poslouchal vyprávění tuláků, které bylo živou kronikou Spojených států a stalo se zdrojem námětů pro jeho literární tvorbu. Univerzitu opustil v roce 1925 bez diplomu a odjel do New Yorku. Vystřídal tam několik dělnických profesí a neúspěšně se pokusil prosadit jako novinář. V roce 1928 se vrátil do Kalifornie, kde pracoval jako průvodce a správce u jezera Tahoe. Setkal se tam s levicovou aktivistkou Carol Hennigovou, která se v roce 1930 stala jeho první manželkou. Žili spolu v Pacific Grove na poloostrově Monterey, v rodinné chatě a jejich materiální situace byla svízelná. Steinbeck se tam spřátelil s mořským biologem a ekologem Edem Rickettsem a do roku 1936 s manželkou vypomáhali v jeho biologické laboratoři. V tomto prostředí Steinbeck napsal své první romány a povídky: Pohár zlata (Cup of Gold,1929), Nebeské pastviny (The Pastures Of Heaven, 1932), Ryzáček ( The Red Pony,1933) a Neznámému Bohu (To A God Unknown, 1933). Opravdový úspěch mu přinesla až novela Pláň Tortilla (Tortilla Flat), která se po zveřejnění v roce 1935 stala americkým bestsellerem a jako první z jeho románů byla překládána do cizích jazyků.

### Vrcholné tvůrčí období
V roce 1935 se Steinbeck zapojil do akce vyhlášené americkou vládou, která vyzvala šest tisíc literátů, aby zmapovali, jak se léta hospodářské krize projevila na stavu americké společnosti. Připojil se k vystěhovalcům, kteří přišli o půdu, migrujícím zemědělským pracovníkům, psal o nich reportáže a shromážděný materiál využil pro svou literární tvorbu. Tak vznikly knihy Bitva (In Dubious Battle, 1936), O myších a lidech (Of Mice And Men, 1937) a především jeho nejslavnější román Hrozny hněvu (The Grapes Of Wrath, 1939). Zaznamenal obrovský čtenářský úspěch a byl oceněn Národní knižní cenou Americké asociace knihkupců (ABA), v roce 1940 získal Pulitzerovu cenu. Úspěch knihy ovlivnil i změnu zákonů ve prospěch přistěhovalců. Negativní vyobrazení aspektů kapitalismu a sympatie k neutěšené situaci pracujících však současně vyvolalo odmítavou reakci bohatých a vlivných podnikatelů, zejména z Kalifornie, vůči autorovi i jeho knize. V roce 1935 se Steinbeck stal členem komunistické organizace Ligy amerických spisovatelů, ale nikdy nebyl přesvědčeným komunistou. Jeho život a psaní ve třicátých letech byly ovlivněny marxistickým smýšlením manželky Carol, úzkým kontaktem s několika levicovými spisovateli a aktivisty, obecnými sociálními a ekonomickými podmínkami Spojených států v těchto letech, které dobře znal ze své činnosti novináře. Získaná publicita a pozornost médií Steinbecka netěšila, proto se v roce 1936 přestěhoval do nového domu nedaleko od San José, obklopeného vysokým plotem. V manželství se začaly objevovat neshody, měl problém s alkoholem.
Koncem třicátých let Steinbecka silně ovlivnil jeho kamarád Ed Ricketts. Oba muži sdíleli intenzivní pracovní vztah i hluboké osobní přátelství. Podnikali spolu přírodovědné výlety podél kalifornského pobřeží a sbírali biologické vzorky. Společně o tom napsali knihu Cortézovo moře (Sea of Cortez), která se ale nesetkala s velkým ohlasem. Steinbeck publikoval cestopisnou část knihy znovu v roce 1951 samostatně svým jménem pod názvem Palubní deník z Cortézova moře (The Log of the Sea of Cortez). Ricketts se stal vzorem pro postavy v několika Steinbeckových dílech, například Doktora v novelách Na plechárně (1945) a Sladký čtvrtek (Sweet Thursday, 1954) nebo přítel Ed z románů V pochybné bitvě (1936) a Hrozny hněvu (1939). Ve Steinbeckových románech z této doby se opakovaně objevují ekologická témata. V roce 1941 se Steinbeck rozvedl, odstěhoval se a tím se přerušil pravidelný kontakt s Rickettsem.Ten předčasně zemřel v roce 1948 po střetu jeho automobilu s osobním vlakem.
V roce 1943 se Steinbeck znovu oženil s Gwendolyn "Gwyn" Coral Congerovou (1927–1975). Z druhého manželství měl dva syny, fotografa a novináře Thomase Mylese Steinbecka (1944–2016) a spisovatele a novináře Johna Ernsta Steinbecka IV. (1946–1991). Rozvedli se v roce 1948. V tomto období Steinbeck často propadal depresím a alkoholu. V roce 1950 se oženil s divadelní manažerkou Elaine Scottovou, rozenou Anderson (1914–2003) a třetí manželství trvalo až do jeho smrti v roce 1968. Žili spolu v New Yorku.
Od roku 1943 Steinbeck působil jako válečný korespondent, zúčastnil se amerického vylodění na Sicílii. Reportáže z tohoto období byly v roce 1958 vydány v knize Kdysi byla válka (Once There Was a War). V roce 1942 napsal na objednávku vlády propagandisticky laděnou knihu Svrhněte bomby (Bombs Away) a román Měsíc zapadá (The Moon is down) o německé okupaci Norska. Za své literární příspěvky norskému odboji obdržel v roce 1945 kříž svobody krále Haakona VII.

### Život po válce

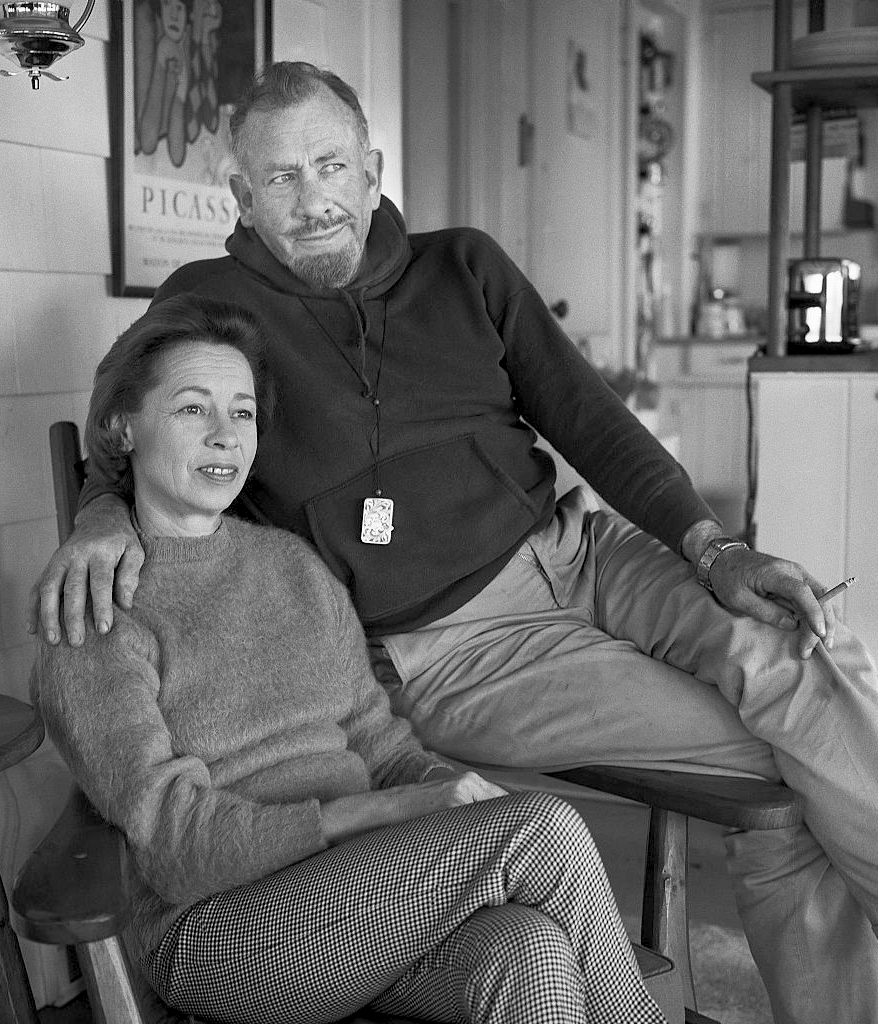
John Steinbeck s manželkou Elaine v roce 1950

Po návratu z války léčil svá zranění i psychická traumata psaním a vzpomínkami na život v Kalifornii, které se odrazily v úspěšném románu Na plechárně (Cannery row), vydaném v roce 1945. Jeho volným pokračováním je Sladký čtvrtek (Sweet Thursday,1954). V roce 1947 vyšel příběh Perla (The Pearl) o mexickém rybáři a populární Toulavý autobus (The Wayward Bus) s řadou výrazných postav, na jejichž příbězích ilustruje americkou společnost.
V roce 1946 navštívil Československo, kde byl hostem Syndikátu českých spisovatelů na Dobříši. V následujícím roce procestoval Sovětský svaz a své dojmy zahrnul do cestopisu Ruský deník (1948) doplněného fotografiemi Roberta Capy.
Už před válkou začal spolupracovat s filmovým průmyslem. V roce 1941 se podílel na natáčení filmu Hrozny hněvu. Podle jeho příběhu byl natočen film Záchranný člun (1944) režiséra Hitchcocka a napsal scénář filmu Viva Zapata! (1952) režiséra Elii Kazana v hlavní roli s Marlonem Brandem a Anthonym Quinnem. Kazan si vybral pro filmovou adaptaci také Steinbeckův nejdelší román, rodinnou kroniku Na východ od ráje (1952). Tímto dílem se Steinbeck definitivně rozloučil se svým rodným krajem. Narušení této vazby znamenalo útlum jeho tvůrčí energie.
Na konci padesátých let strávil téměř rok v Anglii a Walesu kde sbíral materiály pro dílo, o kterém uvažoval už od dětství: chtěl převést do moderního jazyka starý rytířský román Thomase Maloryho Smrt krále Artuše (Le Morte d'Arthur). Práce však nebyla za jeho života dokončena.

### Nobelova cena, závěr života

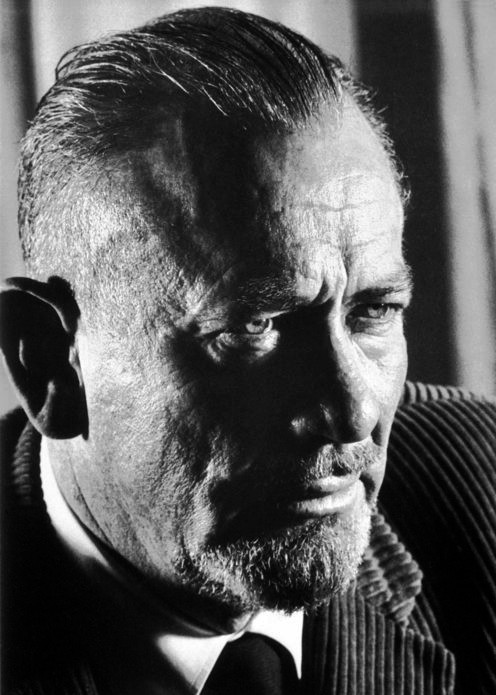
Steinbeck v roce 1962

Od roku 1955 Steinbeck trávil hodně času na svém odlehlém malém rybářském domě v přístavu Sag na Long Islandu. Po delší odmlce se v roce 1960 vydal na cesty v obytném voze s pudlem Charleym napříč Spojenými státy a své zážitky popsal v knize esejistických reportáží Toulky s Charleym. V posledním románu Zima naší úzkosti (The Winter Of Our Discontent) z roku 1961, který byl hodnocen jako průměrný, se zamýšlel nad morálním úpadkem člověka v Americe. V roce 1962 mu byla udělena Nobelova cena za literaturu, což bylo z mnoha stran kritizováno včetně ohlasů v Americe. Po otevření archivů Nobelovy ceny v roce 2012 se ukázalo, že právě poslední Steinbeckův román byl podle názoru členů výboru po letech stagnace příslibem návratu na pozici sociálně kritického vypravěče pravdy, který se vyrovná svým předchůdcům Sinclairu Lewisovi a Ernestu Hemingwayovi.

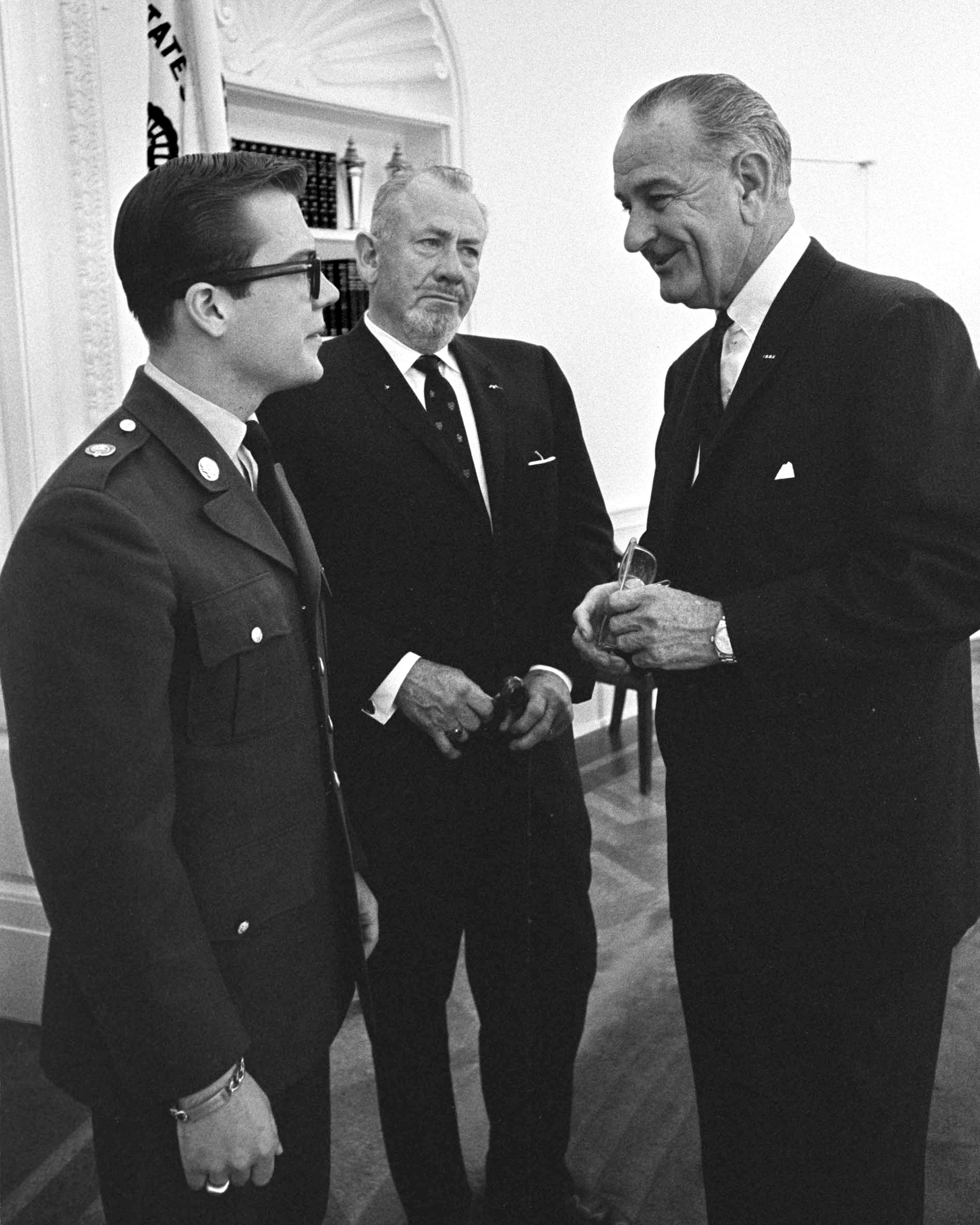
prezident L.B.Johnson se Steinbeckem a jeho synem Johnem v Bílém domě (1966)

Na návrh prezidenta Kennedyho na podzim roku 1963 navštívil země východního bloku (Sovětský svaz, Polsko, Maďarsko a Československo). V září 1964 prezident Lyndon B. Johnson udělil Steinbeckovi prezidentskou medaili svobody. V roce 1964 ho časopis Newsday vyslal do Vietnamu, aby podal zprávu o průběhu války. Steinbeck byl jako jeden z mála intelektuálů aktivním podporovatelem účasti USA v tomto válečném konfliktu. Považoval vietnamskou válku za hrdinský podnik a jako publicista ji ve svých článcích obhajoval.Jeho mladší syn byl nasazen ve Vietnamu a otec ho navštívil na bojišti. Teprve v posledním roce života se začal jeho názor na tuto válku měnit.
Poslední Steinbeckovou knihou šedesátých let byla O Americe a Američanech (America and Americans, 1966), kniha esejů o americkém charakteru a obecném dobru.
John Steinbeck zemřel na infarkt v New Yorku 20. prosince 1968 ve věku 66 let. Jeho popel byl uložen na hřbitově v Salinas.

## Dílo
John Steinbeck během své spisovatelské kariéry napsal 12 románů, 4 novely, 7 knih literatury faktu, řadu povídek a reportáží, jejichž úroveň převyšuje běžné novinářské řemeslo.
Jeho prózy lze rozdělit podle převažujícího motivu či vůdčí myšlenky do tří základních skupin: 
- sociální kritika společnosti (Hrozny hněvu, Bitva, Zima úzkosti, Toulky s Charleym)
- oslava přírody jako zdroje života (Nebeské pastviny, Neznámému Bohu)
- oslava lidskosti (Pláň Tortilla, O myších a lidech, Na plechárně, Toulavý autobus, Na východ od ráje)

Steinbeck většinu života prožil v rodné Kalifornii, kde se odehrává velká část jeho literárních prací. Salinas, Monterey a části údolí San Joaquin byly prostředím mnoha jeho příběhů. Tato oblast je nyní někdy označována jako "Steinbeck Country".
V mládí střídal různá zaměstnání, zkušenosti z tohoto období využil ve svých sociálně kritických románech, které je třeba chápat jako reakci na světovou hospodářskou krizi. Vyznačují se mistrovským vypravěčským stylem, realistickým popisem a dokonalou znalostí prostředí i postav. Realisticky popisují, jak se krize promítla do jejich osudů. Jeho hrdinové jsou obyčejní lidé, většinou zemědělci. Se svými hrdiny soucítí, neboť se znal s prostými lidmi a na vlastní kůži zažil jejich bídu.

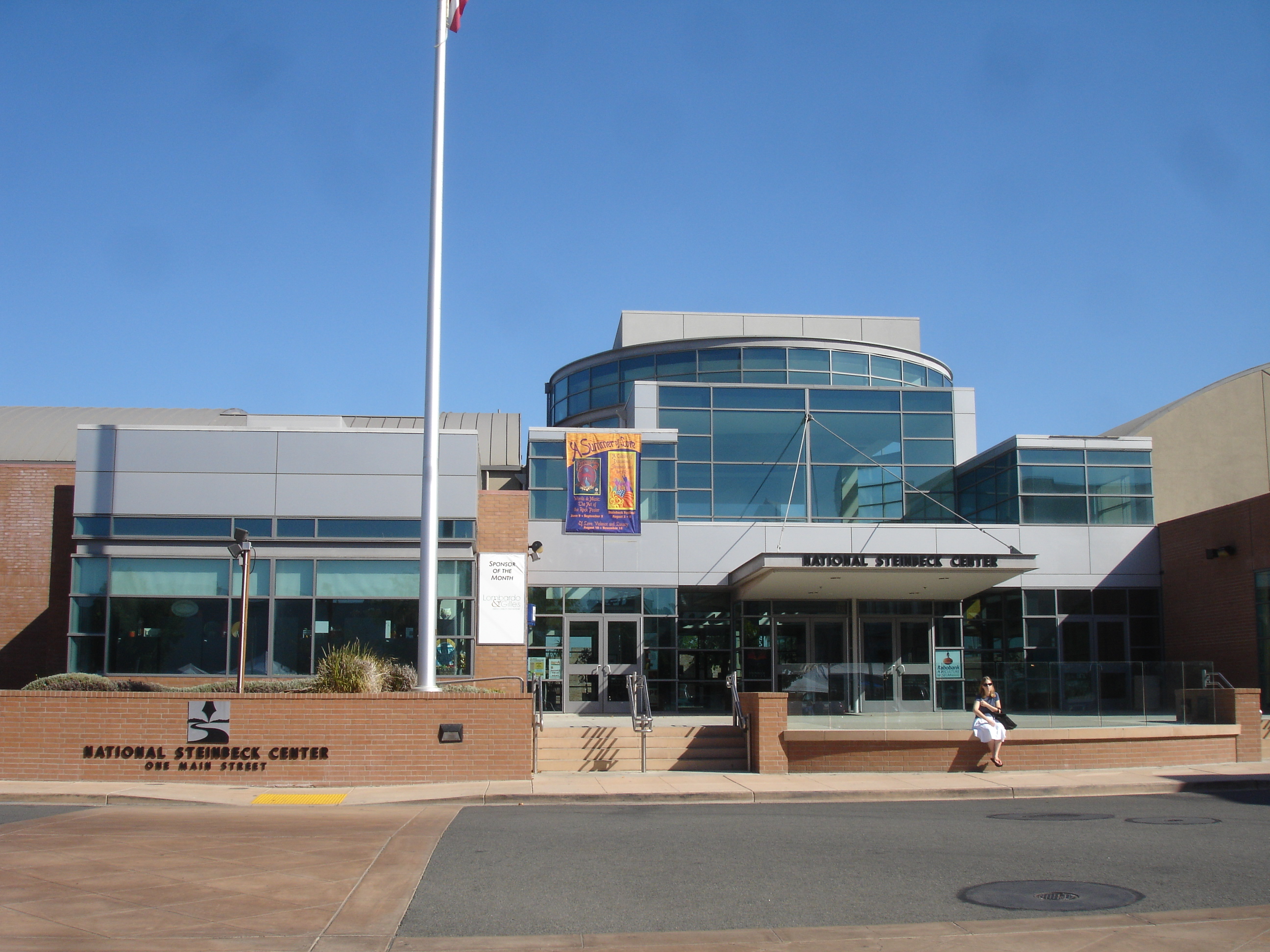
Národní Steinbeckovo centrum v Salinas

Steinbeckovy pozdější práce odrážejí širokou škálu zájmů, včetně mořské biologie, politiky, náboženství, historie a mytologie. Zabývá se v nich konfliktem dobra a zla v člověku, možnostmi prosazení svobodné lidské vůle, psychologií člověka. Jeho prózy jsou oslavou lidí, kteří se přes svůj těžký osud odmítají přizpůsobit konformní společnosti a hledají novou životní alternativu. Steinbeck do těchto příběhů často vkládá ironii a svůj specifický humorný nadhled (Pláň Tortilla, Na plechárně, Sladký čtvrtek, Toulky s Charleym).
Steinbeckova díla byla v době svého vzniku ve Spojených státech několikrát zakázána. Musel čelit tvrdé kritice. Jeho sympatie k migrujícím pracovníkům vyvolávaly odpor místních podnikatelů a velkostatkářů proti jeho knihám, který vedl až k zákazu románu Hrozny hněvu v okresu Kern. Bylo mu vytýkáno, že ve svých knihách idealizuje povaleče a chudáky z okraje společnosti. V Salinas byl považován za zrádce své vlastní třídy, jeho knihy byly páleny. Časem se tento postoj změnil a město svému slavnému rodákovi zřídilo muzeum.
Steinbeck se pokoušel také o dramatickou tvorbu, která však nedosáhla úrovně jeho prozaických prací. Platí to například o dramatizaci jeho románu O myších a lidech nebo o próze Plameny zářivé (Čistý plamen), kterou lze hrát jako divadelní hru. Psal také scénáře pro filmové adaptace svých příběhů Perla (1948) a Ryzáček (1949) nebo scénáře pro filmy Zapomenutá vesnice (1941) a Viva Zapata! (1952).

### Povídky
- Nebeské pastviny, 1969 (angl. The Pastures Of Heaven, 1932) dvanáct příběhů o farmáři z údolí Monterey v Kalifornii, myšlenka amerického snu.
- Údolí bez konce, česky též Dlouhé údolí (angl. The Long Valley, 1938) dvanáct příběhů z okolí Salinas, včetně dříve vydané novely Ryzáček

### Romány

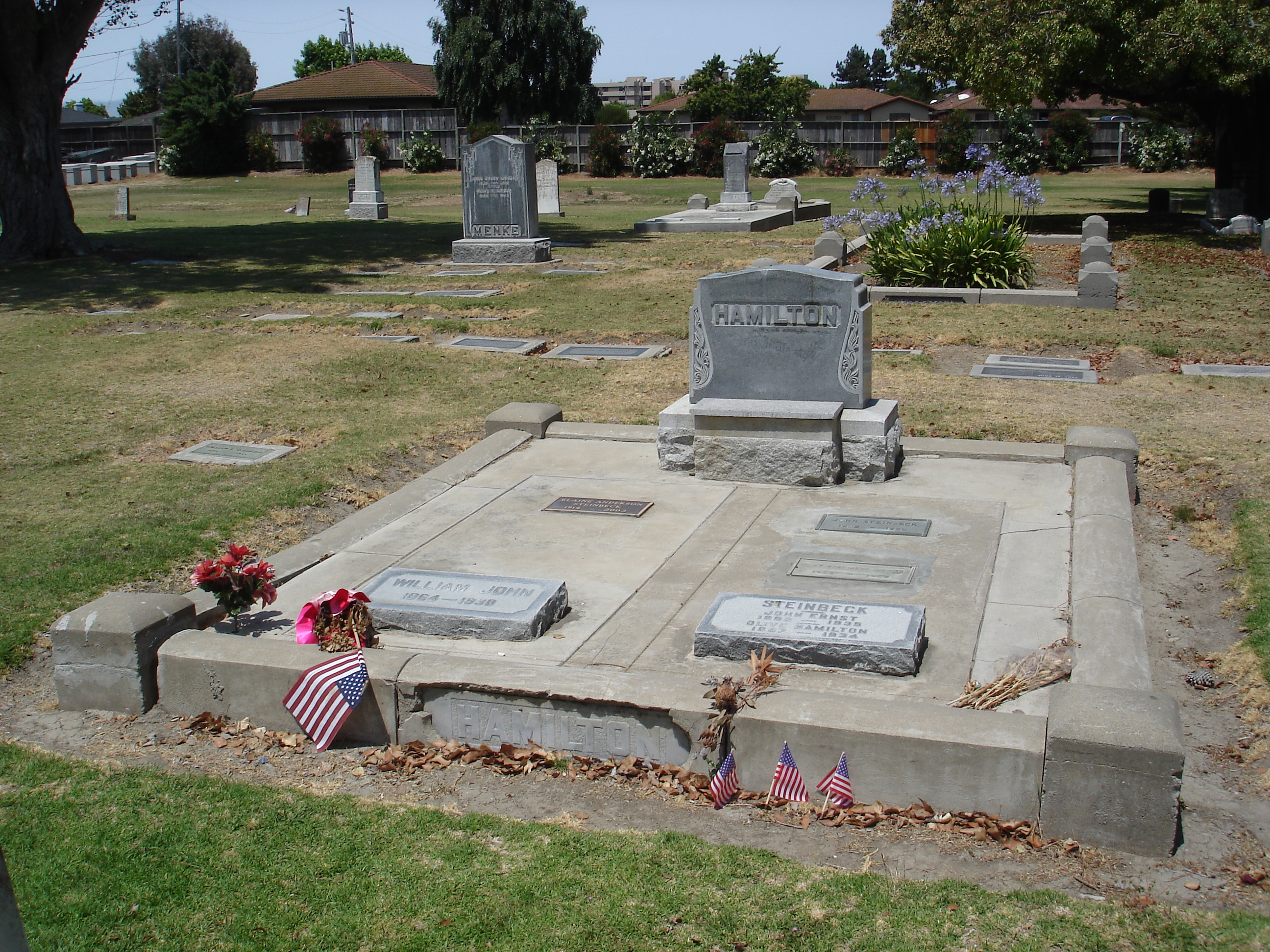
Steinbeckův hrob na hřbitově v Salinas

- Kalich zlata, česky též Pohár zlata nebo Zlatý pohár, 1972 (angl. Cup of Gold, 1929), autorova románová prvotina, historický příběh o muži, velšském bukanýrovi, který chtěl změnit svůj život, získat bohatství i lásku
- Neznámému bohu, 1970 (angl. To A God Unknown, 1933), román o osidlování Kalifornie, prodchnutý pohanskými zvyky a mysticismem. Obsahuje lyrické pasáže líčení přírody
- Pláň Tortilla, česky též Slunce a víno chudých nebo Chléb a víno chudých, 1947 (angl. Tortilla Flat, 1935). Tragikomické vyprávění o kalifornských povalečích a ztracencích, kteří po svém vychutnávají život. Povětšině jsou to potomci Indiánů a Mexičanů (paisanos) žijící na periferii města.
- Hrozny hněvu, 1941 (angl. The Grapes Of Wrath, 1939), román vypráví o putování rodiny Joadovy za hospodářské krize vyhnané z pronajaté půdy. Je to výpověď o tvrdých podmínkách sezónních dělníků, přicházejících za prací do Kalifornie. Ústřední motiv hroznů – symbol hojnosti, později symbol hněvu, odkazy na Bibli (exodus, sebeobětování).
- Bitva nebo V pochybném boji nebo V pochybné válce, 1945 (angl. In Dubious Battle, 1936) román popisuje stávku česáčů ovoce a jejich boj za vyšší mzdy
- Měsíc zapadá, česky též Po západě měsíce nebo Měsíc je za obzorem, 1947 (angl. The Moon Is Down, 1942), příběh z protinacistického odboje v Norsku.
- Na plechárně, 1965 (angl. Cannery Row, 1945), první poválečné dílo, kniha věnovaná příteli Edu Rickettsovi. Líčí nové osudy postav z románu Pláň Tortilla. Příběhy o lásce k životu, o přátelství, smutku a smrti.
- Krásný čtvrtek, česky též Sladký čtvrtek (angl. Sweet Thursday, 1954), navazuje na román Na plechárně. Řada příhod spojených postavou Doktora.
- Toulavý autobus, 1948 (angl. The Wayward Bus, 1947), příběh skupiny turistů na pravidelné autobusové lince, která se ocitá v nečekané situaci
- Na východ od ráje, 1968 (angl. East Of Eden, 1952), sága o třech generacích rodiny Trasků, vychází z příběhu o Kainovi a Ábelovi.
- Zima úzkosti, česky též Zima naší nespokojenosti (angl. The Winter Of Our Discontent, 1961), psychologický příběh maloměstského úředníka, který nepoctivým způsobem dosáhne úspěchu, ale nemůže se stát znovu spořádaným občanem
- The Short Reign of Pippin IV, 1957, zábavná satira na francouzské politiky

### Novely
- O myších a lidech, česky též ...Jejich je království nebeské, 1946 (angl. Of Mice And Men, 1937), sociálně laděná novela o dvou dělnících migrujících za prací v době velké hospodářské krize v Kalifornii.
- Ryzáček, česky též Červený koníček (angl. The Red Pony, 1949). Novela o dospívání venkovského chlapce Jodyho na kalifornském ranči obsahuje autobiografické prvky
- Plameny zářivé, česky též Čistý plamen (angl. Burning Bright, 1950), příběh manželského páru, který se snaží vyrovnat se s poznáním, že nemohou mít děti
- Perla, 1958 (angl. The Pearl, 1947), tragický příběh o chudém rybáři, kterému nález perly změní život

### Faktografie
- The Harvest Gypsies (Their Blood is Strong, 1936) – série článků o životě migrujících dělníků během hospodářské krize
- The Log from the Sea of Cortez, 1951 – popis výpravy do Cortezova moře s přítelem Edem Rickettsem za účelem zkoumání mořské flóry a fauny. Kniha byla vydána už v roce 1941 ve spoluautorství Steinbecka s Rickettsem. Steinbeck si tuto knihu, obsahující filozofické úvahy a ekologické pasáže, zvlášť cenil.[7]
- Byla kdysi válka, 2008 (Once There Was a War, 1958) – soubor reportáží ze světových bojišť během druhé světové války
- Svrhněte bomby (angl. Bombs Away, 1942), reportáže z amerického bombardovacího letectva, příběhy šesti mužů vykonávajících různé funkce při obsluze letadla
- Ruský deník (angl. A Russian Journal, 1948), fotografie Robert Capa, reportáže z cest po Sovětském svazu (Kijev, Moskva, Stalingrad, Gruzie) v roce 1947
- Toulky s Charleym, 1965 (angl. Travels With Charley: In Search Of America, 1962), cestování spisovatele se psem po USA v karavanu je podáváno humornou formou.
- O Americe a Američanech, 2003 (ang. America and Americans, 1966), eseje, komentáře a texty o americké společnosti